# Moïse Amyraut
Moïse Amyraut (in latino Moses Amyraldus; Bourgueil, settembre 1596 – Saumur, 8 gennaio 1664) è stato un teologo francese, uno dei teologi più importanti e influenti del XVII secolo, occupa un posto importante nella storia della teologia protestante.

## Biografia
Nato in una famiglia aristocratica che affermava di discendere dagli Amyrault di Orléans. Suo padre, desiderando che Moïse fosse il successore di uno dei suoi zii nell'incarico di siniscalco di Bourgueil, lo iscrisse alla scuola di diritto di Poitiers. Il giovane Amyraut si applicò con vigore allo studio della giurisprudenza che riuscì a prendere il diploma dopo appena anno. Non intraprese tuttavia la carriera burocratica: l'impressione profonda che gli lasciò la lettura dell'Istituzione della religione cristiana di Calvino lo convinsero allo studio della teologia. Appena ebbe ottenuto il consenso del padre si rese a Saumur, dove il partito protestante aveva fondato una fiorente accademia. A Saumur seguì i corsi del teologo scozzese John Cameron. Al termine degli studi Amyrault rimase a Saumur come professore.
Pastore e professore di teologia all'accademia di Saumur. Fu fautore di un sistema teologico, l'Amiraldismo, che cercava di conciliare il gomarismo e l'arminianesimo.

## Opere
- Traité des religions, contre ceux qui les estiment toutes indifférentes, 1631
- Brief Traitté de la prédestination et de ses principales dépendances, 1634
- Discours sur l'état des fidèles après la mort, 1646
- Paraphrase de la Première Épître de saint Pierre (ch. II, v. 7), 1646
- Apologie pour ceux de la religion, 1647
- Six livres de la vocation des pasteurs, 1649
- Morale chrétienne, 6 voll., 1652-1660
- Du gouvernement de l'Église contre ceux qui veulent abolir l'usage et l'autorité des synodes, 1653
- Du règne de mille ans ou de la Prospérité de l'Église, 1654
- Discours de la souveraineté des rois, 1656
- La Vie de François, seigneur de La Noue, dit Bras de fer, 1661
- (coautori: Josué de la Place e Louis Cappel), Syntagma thesium theologicarum in Academia Salmuriensi variis temporibus disputatarum, 1664